# Glyphotonga moultoni
Glyphotonga moultoni är en insektsart som först beskrevs av William Lucas Distant 1914.  Glyphotonga moultoni ingår i släktet Glyphotonga och familjen sköldstritar. Inga underarter finns listade i Catalogue of Life.